# Saint-Vrain (Marne)
Saint-Vrain település Franciaországban, Marne megyében. Lakosainak száma 227 fő (2022. január 1.). Saint-Vrain Perthes, Heiltz-le-Hutier, Maurupt-le-Montois, Scrupt, Trois-Fontaines-l’Abbaye és Vouillers községekkel határos.

## Népesség
A település népessége az elmúlt években az alábbi módon változott:
| Lakosok száma | 178  | 175  | 213  | 207  | 211  | 226  | 233  | 226  | 223  | 227  |
|               | 1968 | 1982 | 1990 | 2006 | 2013 | 2015 | 2017 | 2019 | 2020 | 2022 |